# 下野村 (三重県)
下野村（しものむら）は三重県三重郡にあった村。現在の四日市市の北西部、三岐鉄道三岐線・山城駅の周辺および朝明川の対岸にあたる。

## 地理
- 河川：朝明川、山城谷川

## 歴史
- 1889年（明治22年）4月1日 - 町村制の施行により、朝明郡東大鐘村・西大鐘村・北山村・中里村・山城村・札場新田の区域をもって発足。
- 1896年（明治29年）4月1日 - 所属郡が三重郡に変更。
- 1954年（昭和29年）7月1日 - 四日市市に編入。同日下野村廃止。

## 交通

### 鉄道路線
- 三岐鉄道
  - 三岐線
    - 山城駅